# Fábio Medeiros
Fábio Machado de Medeiros, mais conhecido também de Kbrall (São Paulo, 27 de Fevereiro de 1975), foi apresentador de televisão brasileiro, fundador do Esporte Interativo e hoje é vice presidente de esportes da WarnerMedia (novo nome da Time Warner) para toda América Latina.

## Biografia
Inicialmente foi um importante nome no esporte universitário paulista na década de 90, sendo presidente da Atlética ESPM nesse período, depois ainda foi diretor fundador da Associação de Ex Alunos da ESPM (EXPM).
 Já trabalhou dentro de outras emissoras como RedeTV!, Rede Bandeirantes e SBT.
Fazendo parte da Topsports (empresa que era dona do Esporte Interativo desde 2001 Fábio Medeiros, trabalhou em vários projetos esportivos da empresa como: Copa do Nordeste, Copa Coca Cola, Campeonato Brasileiro e consultorias de marketing esportivo para várias empresas e clubes da primeira divisão. Já na TV (a partir de 2007) foi o primeiro reporter internacional da emissora e fez sua estreia entrevistando Kobe Briant, Lebron James e Anderson Varejão. Depois disso ficou como diretor nos bastidores da empresa e recentemente assumiu também a posição de apresentador de 2 programas do canal. Paixão FC e Brahmeiro Futebol Clube. Atualmente apresenta o Esporte S.A.
Dentro do Esporte Interativo foi o responsável pela criação de programas como Jogando em Casa, Febre de Bola, Caderno de Esportes, Brahmeiro FC, Paixão FC e dos reality shows O Narrador e GoBrasil.
Até 2012 dividiu a tela da emissora com nomes como André Henning,Vitor Sérgio Rodrigues, Leonardo Baran, entre outros. Também foi o chefe da delegaçao do Esporte Interativo na Copa de 2010 na África em em 2012 na Olimpíadas em Londres.
Em 2015 o Esporte Interativo foi vendido para a Turner e ele passou a ser executivo da empresa norte americana onde segue até hoje. Em 2018 os canais Esporte Interativo saíram do AR e a marca seguiu no Brasil como plataforma digital e com programação dentro do canal TNT.
Em 2019 se tornou Vice Presidente da empresa para esportes na América Latina. Em 2021 o Esporte Interativo se tornou TNT Sports Brasil.
Fábio, que foi conselheiro e é torcedor da Associação Portuguesa de Desportos, tem passagens por UOL (no Brasil), Marketing Communication da University of Toronto e Sport Business do George Brown College, ambos no Canadá.